# Hisarın
Koordinaten: 36° 30′ 26,7″ N, 34° 9′ 26″ O

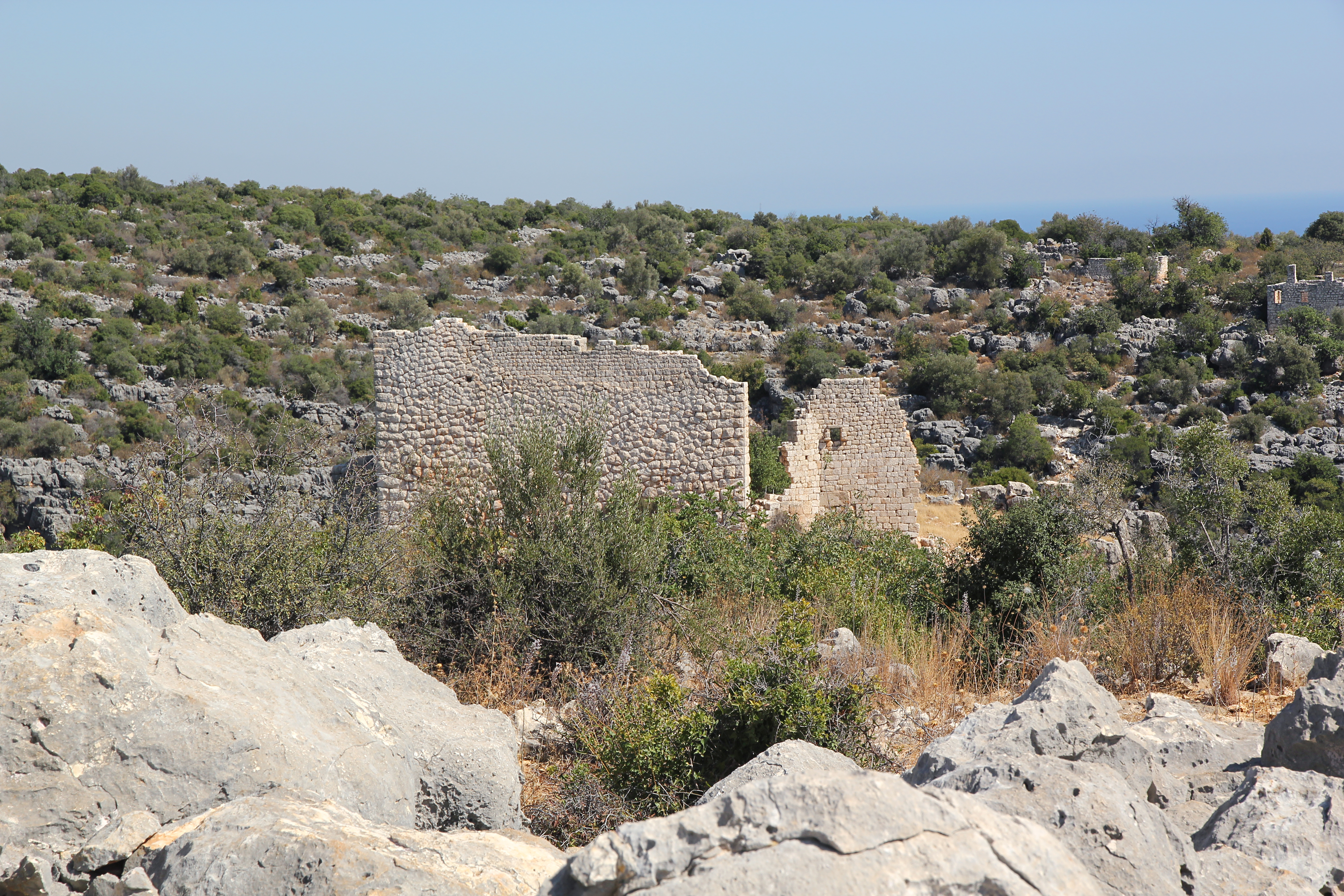
Befestigungsanlage von Hisarın von Westen

Hisarın (auch Hisarınkale oder Hisarkale) bezeichnet die Ruinen einer Siedlung aus der hellenistischen bis zur frühbyzantinischen Epoche mit einer Befestigung im Rauen Kilikien in der Südtürkei.

## Lage
Hisarın liegt im Bezirk Erdemli der türkischen Provinz Mersin, etwa 15 Kilometer südwestlich des Bezirkszentrums Erdemli und 50 Kilometer südwestlich der Provinzhauptstadt Mersin. Es gehört zur Flur Kızılbağ und wird deshalb von einigen Forschern unter diesem Namen behandelt, obwohl es von der gleichnamigen römisch-frühbyzantinischen Siedlung über einen Kilometer entfernt ist. Die Befestigungsanlage von Hisarın liegt nordöstlich der Siedlung Kızılbağ, größtenteils am steilen Westhang eines Tales, das sich vom Küstenort Ayaş (dem antiken Elaiussa Sebaste) am Mittelmeer ins bergige Landesinnere zieht. Es ist zu erreichen über die Straße, die von Ayaş nach Esenpınar im Norden führt und dabei die Ruinen von Kızılbağ, Çatıören, Emirzeli und Hacıömerli passiert. Etwa drei Kilometer nach Ayaş zweigt rechts ein Feldweg ab, über den man nach einem weiteren Kilometer nach Hisarın gelangt.

## Befestigung

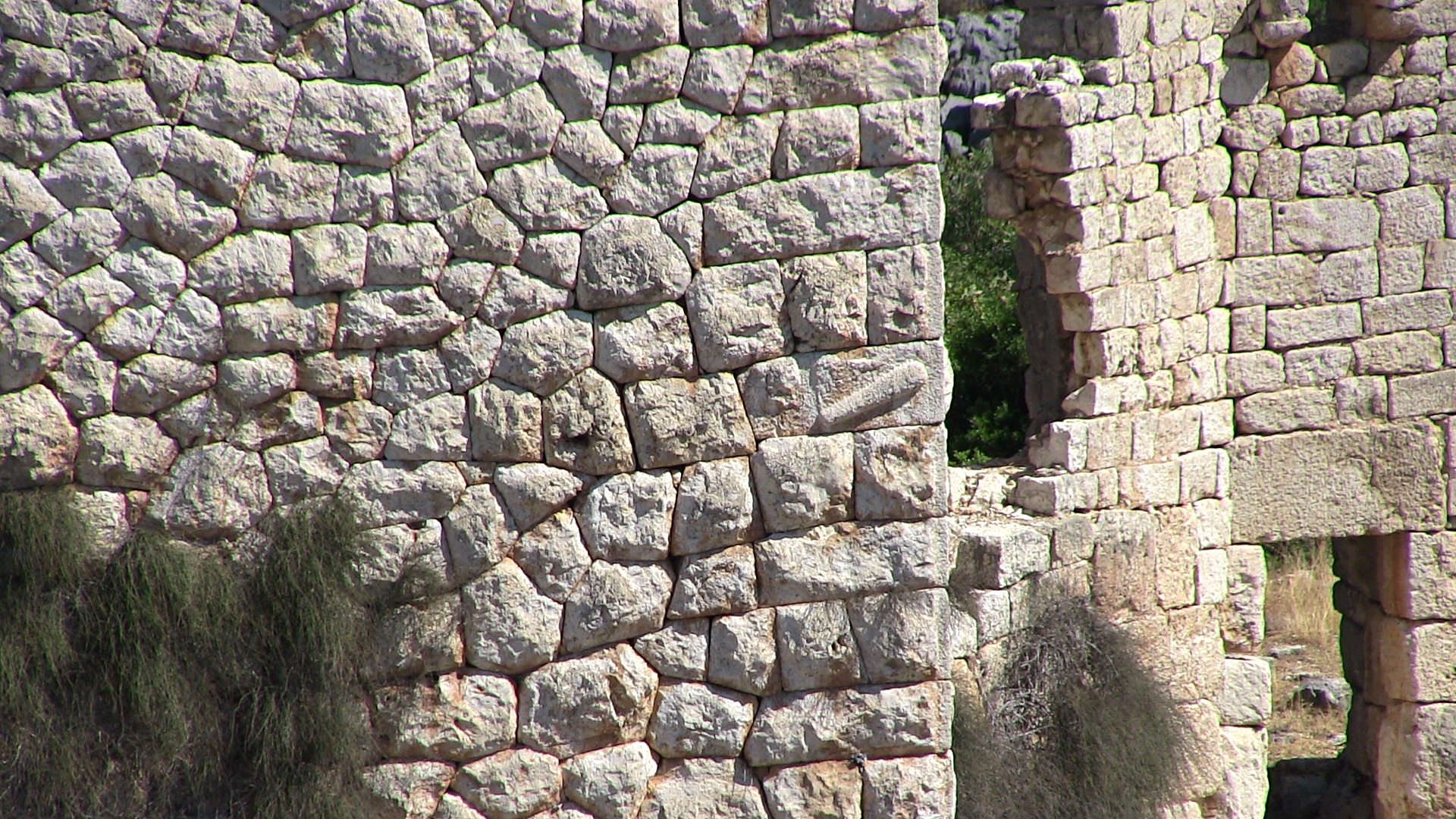
Olbische Keule an der Südwestecke

Auf einer nach drei Seiten steil abfallenden Kuppe steht am Rand der Schlucht eine nach Westen gewandte Verteidigungsmauer mit einer Länge von 16,76 Metern und einer Höhe von etwa 10 Metern. Am nördlichen Ende knickt sie nach Osten um, sodass für den von Westen kommenden Betrachter der Eindruck eine Turmes entsteht. Daran schließt sich eine niedrigere Mauer an, die sich den Hang hinab bis in die Talsohle zieht. Darin gibt es nahe der Anschlussstelle einen Eingang. Beide Mauern sind in Polygonalmauerwerk errichtet. An der Südwestecke und der Nordwestecke der Mauer sowie auf einem verstürzten Türsturz westlich davon sind drei reliefierte Keulen als Olbische Zeichen angebracht. Die Verteidigungsmauer ist in römischer oder byzantinischer Zeit im oberen Bereich mit Kleinquadern in Mörteltechnik repariert oder erweitert worden. Vermutlich zur gleichen Zeit wurde auch am Südende der Mauer ein weiteres Bauteil mit einem Eingang angefügt. Im Nordwesteck bildet die Mauer mit östlich liegenden Wänden ein mindestens zweigeschossiges turmartiges Bauwerk. Auch hier sind spätere Änderungen erkennbar. Im südlichen Teil ist die Hauptmauer innen mit acht Meter hohen Strebepfeilern verstärkt. Die türkische Archäologin Serra Durugönül, die 1995 gemeinsam mit ihrem deutschen Kollegen Hanns Gabelmann die Türme im Rauen Kilikien erforschte und vermaß, nimmt an, dass darauf eine hölzerne Brüstung ruhte, die zusätzlich von ebenfalls hölzernen Pfeilern gestützt wurde und Verteidigungszwecken diente. Ob dazu die Mauer oben mit Zinnen oder mit Schießscharten bestückt war, lässt sich aufgrund der Umbauten nicht mehr feststellen.
Die olbischen Zeichen weisen das Bauwerk als zugehörig zum hellenistischen Priesterstaat von Olba und Diokaisareia aus, wahrscheinlich wohnten hier Mitglieder der herrschenden Priesterdynastie oder Militärangehörige. Danach und nach der Art des Mauerwerks datiert Durugönül die Mauer beziehungsweise den Turm (sie spricht von einem „Scheinturm“) ins 2. Jahrhundert v. Chr.

## Siedlung
Im Süden und Osten verteilen sich Häuser aus Polygonalmauerwerk über den Hang. Im Westen fanden die deutschen Archäologen Rudolf Heberdey und Adolf Wilhelm bei ihrer Kilikienreise 1891/92 ein halbrundes Fundament und ein dorisches Kapitell. Im Westen stehen zwei ebenfalls polygonal gemauerte, kleine Grabhäuser, weiter südlich finden sich nochmals drei Grabhäuser, eines davon größer und mit sorgfältig geglätteten Großquadern. Auf der gegenüberliegenden östlichen Schluchtseite liegt eine antike Siedlung mit Sarkophagen und einer Basilika. In der darunterliegenden Felswand sahen Heberdey und Wilhelm Felsengräber mit Reliefs.